# Giuseppe Grossi
Giuseppe Grossi, né le 6 avril 1957 à Rimini et mort le 20 août 2016 à Arezzo, est un pilote de rallye italien spécialiste de la conduite sur terre.

## Biographie
Il commence la compétition automobile en 1979, et poursuit toujours sa fructueuse carrière en 2013, à plus de 56 ans.
Son meilleur résultat championnat mondial est une 5e place au rallye Sanremo (2L WC) en 1995 avec Antonio Borri sur Toyota Celica Turbo 4WD.
Sa longévité en course (près de 35 années d'activité) lui a permis de piloter sur des voitures de multiples marques avec une douzaine de copilotes, le dernier étant Alessandro Pavesi depuis 2002.

## Palmarès

### Titres
- Sextuple Champion d'Italie des rallyes Terre (Trofeo Rally Terra) (record): 1993 et 1994 sur Lancia Delta HF Integrale 16v, puis 1996 et 1997 sur Toyota Celica GT-Four (copilotes A.Borri puis Massimo Sacchettino), et enfin 2005 et 2006 sur Peugeot 206 WRC (copilote A.Pavesi);
- International Rally Cup, en 2008 (4 victoires);
- Italian Rally Trophy - Gravel Cup, en 2004 (2 victoires);
  - Triple vice-champion d'Italie des rallyes Terre, en 1999, 2000 et 2003;
  - 3e du championnat d'Italie des rallyes Terre, en 2002;

### 3 victoires en championnat d'Europe ERC
- Rallye de Saint-Marin: 1989, 1993 et 1995 (dont deux sur Lancia Delta HF Integrale) (2e en 1994 et 2003; 3e en 1986, 1991, 1992 et 2002);

### Plus de 22 victoires en championnat d'Italie des rallyes Terre
...
- Rallye Casciana Terme: 1996, 1997, 1998 et 1999;
- Rallye dell'Adriatico: 1997 et 1998;
- Rallye Tenuta di Castelfalfi 1998;
- Rallye Tutta Terra Toscana: 1999, 2003 et 2005;
- Rallye delle Vulture: 1998 et 1999;
- Rallye Golfo dell'Asinara; 1999;
- Rallye di San Crispino: 2002 et 2004;
- Coppa Liburna: 2004, 2005 et 2006;
- Rallye Golfo dell'Asinara: 2005;
- Rallye Altopiano 7 Comuni: 2005;
- Rallye di Cagliari - Miniere: 2005;
- Rallye del Montefeltro: 2006 (Saint-Marin).